# Panenské Břežany
Cet article possède un paronyme, voir Břežany.
Panenské Břežany (en allemand : Jungfern-Breschan) est une commune du district de Prague-Est, dans la région de Bohême-Centrale, en République tchèque. Sa population s'élevait à 613 habitants en 2020.

## Géographie
Panenské Břežany se trouve à 3 km au sud-est d'Odolena Voda, à 6 km à l'est-nord-est de Libčice nad Vltavou et à 14 km au nord-nord-est du centre de Prague.
La commune est limitée par Odolena Voda et Veliká Ves au nord, par Předboj à l'est, par Bašť au sud-est et au sud, et par Klíčany au sud et à l'ouest.

## Histoire
La première mention écrite de la localité date de 1233.
Le château de Panenské Břežany est acquis par Ferdinand et Adele Bloch-Bauer en 1909. Spolié par les nazis, il sera habité par Konstantin von Neurath de 1939 à 1941 puis par Reinhard Heydrich jusqu'à sa mort en juin 1942 lorsque, quittant sa résidence, il fut victime d'un attentat commis par la résistance tchèque, à l'issue duquel il décéda de ses blessures. Son épouse, Lina Heydrich habitera le château jusqu'en 1945. À cette époque, il était entretenu par une quinzaine de prisonniers du camp de concentration de Flossenbürg.

## Transports
Par la route, Panenské Břežany se trouve à 3,5 km d'Odolena Voda, à 21 km de Libčice nad Vltavou et à 21 km du centre de Prague.